# Charley Koontz
Charley Koontz (Concord, 10 de agosto de 1987) é um ator americano, mais conhecido por seu papel recorrente como Fat Neil na série de comédia da NBC, Community.

## Biografia
Koontz cresceu na área da Baía de San Francisco e graduou-se na De La Salle da High School em Concord, Califórnia, onde participou de peças da escola. Ele frequentou a Loyola Marymount University em Los Angeles e ganhou um Bacharel em Artes Cênicas. Ele aparecerá como o agente do FBI Daniel Grummitz no novo spin-off de CSI: Crime Scene Investigation, CSI: Cyber. A série estreará em 4 de março de 2015, pelo canal norte-americano CBS.

## Filmografia
| Ano           | Título          | Papel                  | Notas                           |
| ------------- | --------------- | ---------------------- | ------------------------------- |
| 2009-2010     | Free Rent       | Chuck                  | 5 episódios                     |
| 2010          | Rubber          | Film Buff Charley      |                                 |
| 2010-2011     | Gigantic        | Peter                  |                                 |
| 2011          | Couples Therapy | Phil                   |                                 |
| 2011          | Road to Juarez  | Rob Hermann            |                                 |
| 2011          | Perfect Couples | Pizza Delivery Guy     | Episódio "Perfect Health"       |
| 2011-presente | Community       | Fat Neil               | Recorrente                      |
| 2012          | Wrong           | Colleague Richard      |                                 |
| 2012          | Awake           | Tim Wax                | Episódio "Ricky's Tacos"        |
| 2012          | Workers' Comp   | Lonny                  | Filme de TV Pós-produção        |
| 2012          | Royal Pains     | Owen                   | Episódio "Off Season Greetings" |
| 2013          | Apparitional    | Berger                 |                                 |
| 2013          | Contracted      | Zain                   |                                 |
| 2013          | Modern Family   | Santa                  | Episódio The Old Man & the Tree |
| 2015          | CSI: Cyber      | Agente Daniel Grummitz | Regular                         |